# Hemicopha praefulvata
Hemicopha praefulvata là một loài bướm đêm trong họ Geometridae.